# 2021년 9월 죽음
다음은 2021년 9월에 사망한 저명한 인물 목록이다.
- 9월 1일 - 미국의 프로레슬링선수 데프니
- 9월 2일
  - 대한민국의 가수 이수미
  - 그리스의 음악가 미키스 테오도라키스
  - 소련의 레슬링선수 아이딘 이브라히모프
- 9월 3일 - 이란의 의사 하산 피루자바디
- 9월 4일 - 대한민국의 영화배우 윤양하
- 9월 5일
  - 대한민국의 뮤직비디오 감독 권순욱
  - 잉글랜드의 싱어송라이터 세라 하딩
  - 카자흐스탄의 작곡가 한 야코브
- 9월 6일
  - 미국의 영화배우 마이클 K. 윌리엄스
  - 프랑스의 영화배우 장폴 벨몽도
- 9월 7일 - 태국의 가수 탄와 라씨타누
- 9월 10일 - 포르투갈의 제18대 대통령 조르즈 삼파이우
- 9월 12일 - 미국의 주교 존 셸비 스퐁
- 9월 13일
  - 대한민국의 대학교수 박대순
  - 잉글랜드의 물리학자 앤서니 휴이시
- 9월 14일
  - 대한민국의 종교인 조용기
  - 캐나다의 영화배우 놈 맥도널드
  - 소련의 육상선수 유리 세디흐
- 9월 15일 - 아일랜드의 영화배우 가번 오헐리히
- 9월 16일
  - 대한민국의 정치인 정해걸
  - 미국의 영화배우 제인 파웰
- 9월 17일 - 알제리의 제7대 대통령 압델라지즈 부테플리카
- 9월 19일 - 잉글랜드의 축구선수 지미 그리브스
- 9월 20일 - 대한민국의 정치인 구본태
- 9월 21일
  - 대한민국의 건축가 지순
  - 이집트의 정치인 무함마드 후사인 탄타위
  - 이스라엘의 정치인 아하론 아부하치라
  - 미국의 영화배우 윌리 가슨
- 9월 22일
  - 남아프리카공화국의 영화감독 로저 미첼
  - 알제리의 정치인 압델카데르 벤살라
  - 에스토니아의 해머던지기 선수 위리 탐
- 9월 24일 - 일본의 만화가 사이토 타카오
- 9월 27일 - 영국의 축구 선수 로저 헌트
- 9월 28일 - 미국의 영화 배우 토미 커크
- 9월 29일 - 아르메니아의 가수 하이코
- 9월 30일
  - 러시아의 영화배우 레이빌 이시아노브
  - 일본의 게임음악 작곡가 스기야마 코이치